# Serra de Sant Salvador (Toralla)
La Serra de Sant Salvador és una serra interna del municipi de Conca de Dalt, antigament del de Toralla i Serradell.
Separa les valls del barranc de Mascarell, on es troba el poble de Toralla i del barranc de Rivert, on es dreça el poble d'aquest nom.
El seu extrem de ponent és la Roca Palomera, de 1.385,6 m. alt. Des d'aquest lloc s'estén de ponent a llevant, formant dos trams una mica diferenciats. El primer tram, des de la Roca Palomera, passa pel Graller de Palomera (1.378,5 m. alt.), la Collada Ampla del Càvet (1.254,2), el Tossal del Càvet (1.263,3), la Collada Estreta del Càvet (1.221,3), lo Raset (1.241,3), l'Espluga Viella (1.213,9) i la Collada Viella (1.219,8). En aquest lloc la carena es trenca, ja que fa un salt cap al nord, i comença el segon tram.
Troba en primer lloc el Turó de la Costa del Clot, de 1.258,3 m. alt., i continua cap a llevant per Santes Creus (1.262,1) i l'ermita de Sant Salvador (1.225,6), el Turó de la Roca de Migdia (1.232,3) i el Turó de la Roca Dreta, per arribar a l'Arreposador (1.186,9), que es considera l'extrem de llevant de la serra.